# Sabre féminin par équipes aux Jeux olympiques d'été de 2024
Cet article traite de l'épreuve féminine. Pour la compétition masculine, voir Sabre masculin par équipes aux Jeux olympiques d'été de 2024.
Navigation
Tokyo 2020 Los Angeles 2028
L'épreuve de sabre féminin par équipes aux Jeux olympiques d'été de 2024 se déroule le 3 août 2024 de Paris, en France.

## Médaillées
| Or                                                                            | Argent                                                                | Bronze                                                                |
| Ukraine- Yuliya Bakastova - Alina Komashchuk - Olga Kharlan - Olena Kravatska | Corée du Sud- Choi Se-bin - Jeon Ha-young - Jeon Eun-hye - Yoon Ji-su | Japon- Risa Takashima - Seri Ozaki - Misaki Emura - Shihomi Fukushima |

## Résultats détaillés

### Tableau
|  | Quarts de finale | Quarts de finale | Quarts de finale | Quarts de finale |              |              | Demi-finales | Demi-finales | Demi-finales                  | Demi-finales                  |                               |                               | Finale | Finale | Finale | Finale |
|  |                  |                  |                  |                  |              |              |              |              |                               |                               |                               |                               |        |        |        |        |
|  |                  |                  |                  |                  |              |              |              |              |                               |                               |                               |                               |        |        |        |        |
|  |                  |                  |                  |                  |              |              |              |              |                               |                               |                               |                               |        |        |        |        |
|  | 1                | France           | 45               | 45               |              |              |              |              |                               |                               |                               |                               |        |        |        |        |
|  | 1                | France           | 45               | 45               |              |              |              |              |                               |                               |                               |                               |        |        |        |        |
|  | 8                | Algérie          | 34               | 34               |              |              |              |              |                               |                               |                               |                               |        |        |        |        |
|  | 8                | Algérie          | 34               | 34               | France       | France       | 36           | 36           |                               |                               |                               |                               |        |        |        |        |
|  |                  |                  |                  |                  | France       | France       | 36           | 36           |                               |                               |                               |                               |        |        |        |        |
|  |                  |                  | Corée du Sud     | Corée du Sud     | 45           | 45           |              |              |                               |                               |                               |                               |        |        |        |        |
|  | 5                | États-Unis       | Corée du Sud     | Corée du Sud     | 45           | 45           | 35           | 35           |                               |                               |                               |                               |        |        |        |        |
|  | 5                | États-Unis       |                  |                  |              |              |              | 35           |                               |                               |                               |                               |        |        |        |        |
|  | 4                | Corée du Sud     | 45               | 45               |              |              |              |              |                               |                               |                               |                               |        |        |        |        |
|  | 4                | Corée du Sud     | 45               | 45               | Corée du Sud | Corée du Sud | 42           | 42           |                               |                               |                               |                               |        |        |        |        |
|  |                  |                  |                  |                  | Corée du Sud | Corée du Sud | 42           | 42           |                               |                               |                               |                               |        |        |        |        |
|  |                  |                  | Ukraine          | Ukraine          | 45           | 45           |              |              |                               |                               |                               |                               |        |        |        |        |
|  | 3                | Ukraine          | Ukraine          | Ukraine          | 45           | 45           | 45           | 45           |                               |                               |                               |                               |        |        |        |        |
|  | 3                | Ukraine          |                  |                  |              |              |              |              |                               |                               |                               |                               |        |        |        |        |
|  | 6                | Italie           | 37               | 37               |              |              |              |              |                               |                               |                               |                               |        |        |        |        |
|  | 6                | Italie           | 37               | 37               | Ukraine      | Ukraine      | 45           | 45           | Match pour la troisième place | Match pour la troisième place | Match pour la troisième place | Match pour la troisième place |        |        |        |        |
|  |                  |                  |                  |                  | Ukraine      | Ukraine      | 45           | 45           | Match pour la troisième place | Match pour la troisième place | Match pour la troisième place | Match pour la troisième place |        |        |        |        |
|  |                  |                  | Japon            | Japon            | 32           | 32           |              |              |                               |                               |                               |                               |        |        |        |        |
|  | 7                | Japon            | Japon            | Japon            | 32           | 32           | 45           | 45           |                               |                               |                               |                               |        |        |        |        |
|  | 7                | Japon            |                  |                  |              |              |              | 45           |                               |                               | France                        | France                        | 40     | 40     |        |        |
|  | 2                | Hongrie          | 37               | 37               |              |              |              |              |                               |                               | France                        | France                        | 40     | 40     |        |        |
|  | 2                | Hongrie          | 37               | 37               | Japon        | Japon        | 45           | 45           |                               |                               |                               |                               |        |        |        |        |
|  |                  |                  |                  |                  |              |              |              |              |                               |                               |                               |                               |        |        |        |        |

### Finale
| Corée du Sud | Corée du Sud  | Corée du Sud | 42    | 45    | Ukraine | Ukraine            | Ukraine |
|              |               |              |       |       |         |                    |         |
| P            | Tireuses      | SP           | Total | Total | SP      | Tireuses           | P       |
| 6            | Jeon Eun-hye  | 3            | 3     | 5     | 5       | Olha Kharlan       | 3       |
| 5            | Jeon Ha-young | 7            | 10    | 8     | 3       | Yuliya Bakastova   | 1       |
| 4            | Choi Se-bin   | 5            | 15    | 13    | 5       | Alina Komachtchouk | 2       |
| 6            | Jeon Eun-hye  | 5            | 20    | 14    | 1       | Yuliya Bakastova   | 1       |
| 4            | Choi Se-bin   | 5            | 25    | 23    | 9       | Olha Kharlan       | 3       |
| 5            | Jeon Ha-young | 5            | 30    | 28    | 5       | Alina Komachtchouk | 2       |
| 4            | Choi Se-bin   | 5            | 35    | 33    | 5       | Yuliya Bakastova   | 1       |
| 6            | Jeon Eun-hye  | 5            | 40    | 37    | 4       | Alina Komachtchouk | 2       |
| 5            | Jeon Ha-young | 2            | 42    | 45    | 8       | Olha Kharlan       | 3       |

Les deux équipes ont fait entrer leur remplaçante en demi-finale : Jeon Eun-hye a remplacé Yoon Ji-su dans l'équipe coréenne et Yuliya Bakastova a remplacé Olena Kravatska dans l'équipe ukrainienne. Aucun changement ne peut dont être effectué pendant la finale.
Olha Kharlan donne l'avantage à l'Ukraine dans le premier relais, mais Jeon Ha-young met la Corée en tête dans le second face à Yuliya Bakastova, qui dispute ses premiers Jeux olympiques. Menée pendant le reste du match, l'Ukraine parvient à maintenir l'écart au score pour ne pas se faire distancer. Au dernier passage de relais, Olha Kharlan a trois points de retard sur Jeon Ha-young.
Dans le dernier relais, l'Ukrainienne efface le retard de son équipe puis cède deux points à son adversaire. Kharlan impose ensuite son rythme sur la piste pour passer en tête et atteindre les 45 points, remportant le match pour l'Ukraine. En inscrivant 22 points dans le match, elle décroche sa deuxième médaille de l'olympiade (elle a remporté la médaille de bronze en individuel cinq jours plus tôt) et la première médaille d'or de la délégation ukrainienne à Paris.

### Matches de classement
|  | Matches de classement 5-8 | Matches de classement 5-8 | Matches de classement 5-8 | Matches de classement 5-8 |                        |            | Match pour la 5e place | Match pour la 5e place | Match pour la 5e place | Match pour la 5e place |
|  |                           |                           |                           |                           |                        |            |                        |                        |                        |                        |
|  |                           |                           |                           |                           |                        |            |                        |                        |                        |                        |
|  | Algérie                   | Algérie                   | 28                        | 28                        |                        |            |                        |                        |                        |                        |
|  | Algérie                   | Algérie                   | 28                        | 28                        |                        |            |                        |                        |                        |                        |
|  | États-Unis                | États-Unis                | 45                        | 45                        |                        |            |                        |                        |                        |                        |
|  | États-Unis                | États-Unis                | 45                        | 45                        | États-Unis             | États-Unis | 45                     | 45                     |                        |                        |
|  |                           |                           |                           |                           | États-Unis             | États-Unis | 45                     | 45                     |                        |                        |
|  |                           |                           | Hongrie                   | Hongrie                   | 39                     | 39         |                        |                        |                        |                        |
|  | Italie                    | Italie                    | Hongrie                   | Hongrie                   | 39                     | 39         | 35                     | 35                     |                        |                        |
|  | Italie                    | Italie                    |                           |                           |                        |            |                        | 35                     |                        |                        |
|  | Hongrie                   | Hongrie                   | 45                        | 45                        |                        |            |                        |                        |                        |                        |
|  | Hongrie                   | Hongrie                   | 45                        | 45                        | Match pour la 7e place |            |                        |                        |                        |                        |
|  |                           |                           |                           |                           |                        |            |                        |                        |                        |                        |
|  |                           |                           |                           |                           |                        |            |                        |                        |                        |                        |
|  | Algérie                   | Algérie                   | 27                        | 27                        |                        |            |                        |                        |                        |                        |
|  | Algérie                   | Algérie                   | 27                        | 27                        |                        |            |                        |                        |                        |                        |
|  | Italie                    | Italie                    | 45                        | 45                        |                        |            |                        |                        |                        |                        |
|  | Italie                    | Italie                    | 45                        | 45                        |                        |            |                        |                        |                        |                        |

## Classement final

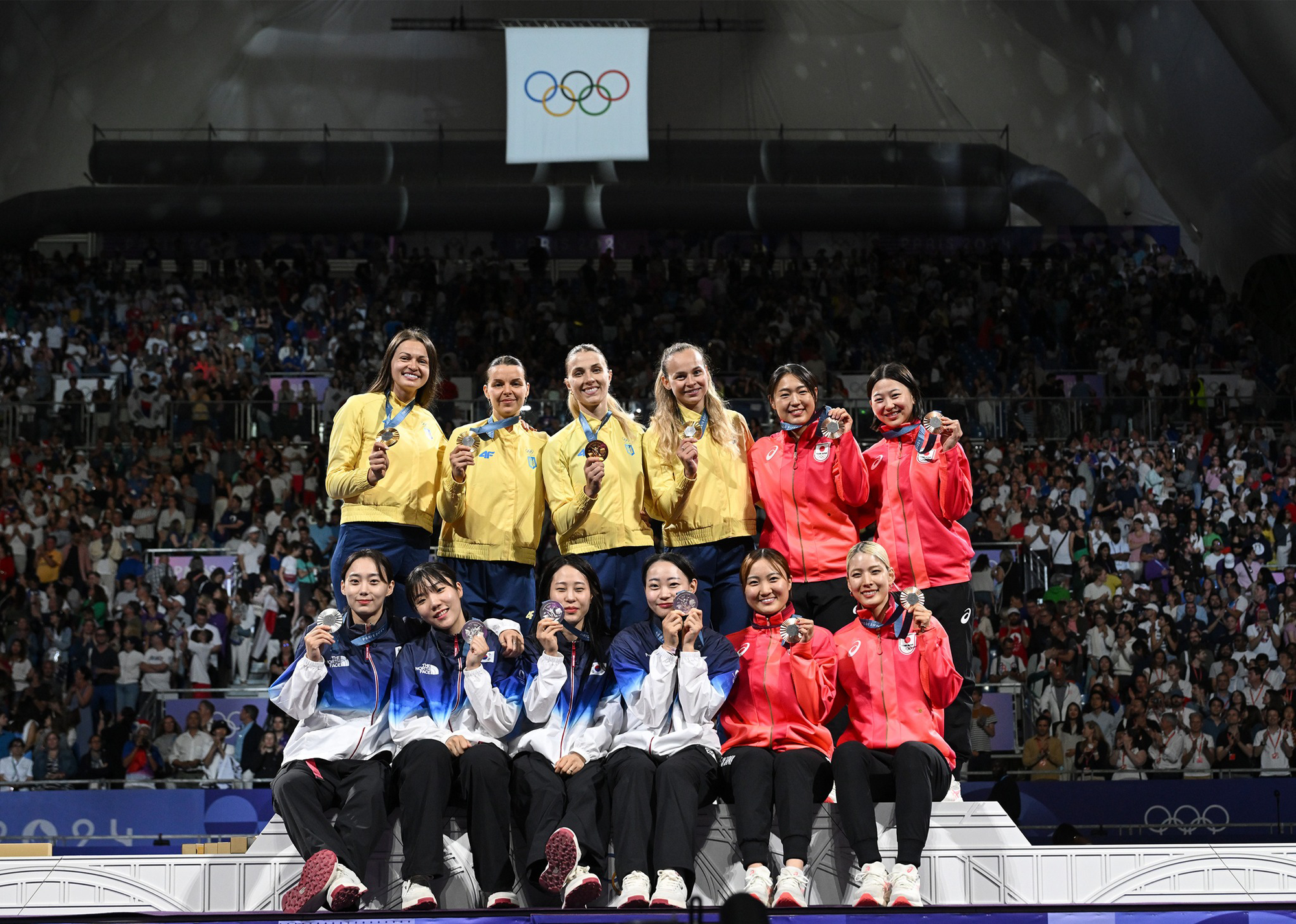
Le podium de l'épreuve par équipes

| Rang                                | Équipe       |
| ----------------------------------- | ------------ |
| Médaille d'or, Jeux olympiques      | Ukraine      |
| Médaille d'argent, Jeux olympiques  | Corée du Sud |
| Médaille de bronze, Jeux olympiques | Japon        |
| 4                                   | France       |
| 5                                   | États-Unis   |
| 6                                   | Hongrie      |
| 7                                   | Italie       |
| 8                                   | Algérie      |